# 後藤和久
後藤 和久（ごとう かずひさ、1977年 - ）は、日本の地質学者。東京大学大学院理学系研究科地球惑星科学専攻教授。

## 人物・経歴
1999年東北大学理学部地圏環境科学科。2004年東京大学大学院理学系研究科地球惑星科学専攻修了、博士（理学）。 同年東京大学研究拠点形成特任研究員。2005年東北大学大学院工学研究科助手。2007年東北大学大学院工学研究科助教。2010年千葉工業大学惑星探査研究センター上席研究員。2012年東北大学災害科学国際研究所准教授。2019年東京大学大学院理学系研究科地球惑星科学専攻教授。専門は地質学。

## 著書
- 『Google Earthでみる地球の歴史』岩波書店 2008年
- 『決着！恐竜絶滅論争』岩波書店 2011年
- 『Google Earthで行く火星旅行』（小松吾郎と共著）岩波書店 2012年
- 『巨大津波地層からの警告』日本経済新聞出版社 2014年
- 『最新科学が明かす明和大津波』（島袋綾野と共編）南山舎 2020年